# アポストロス・アンドレアス岬

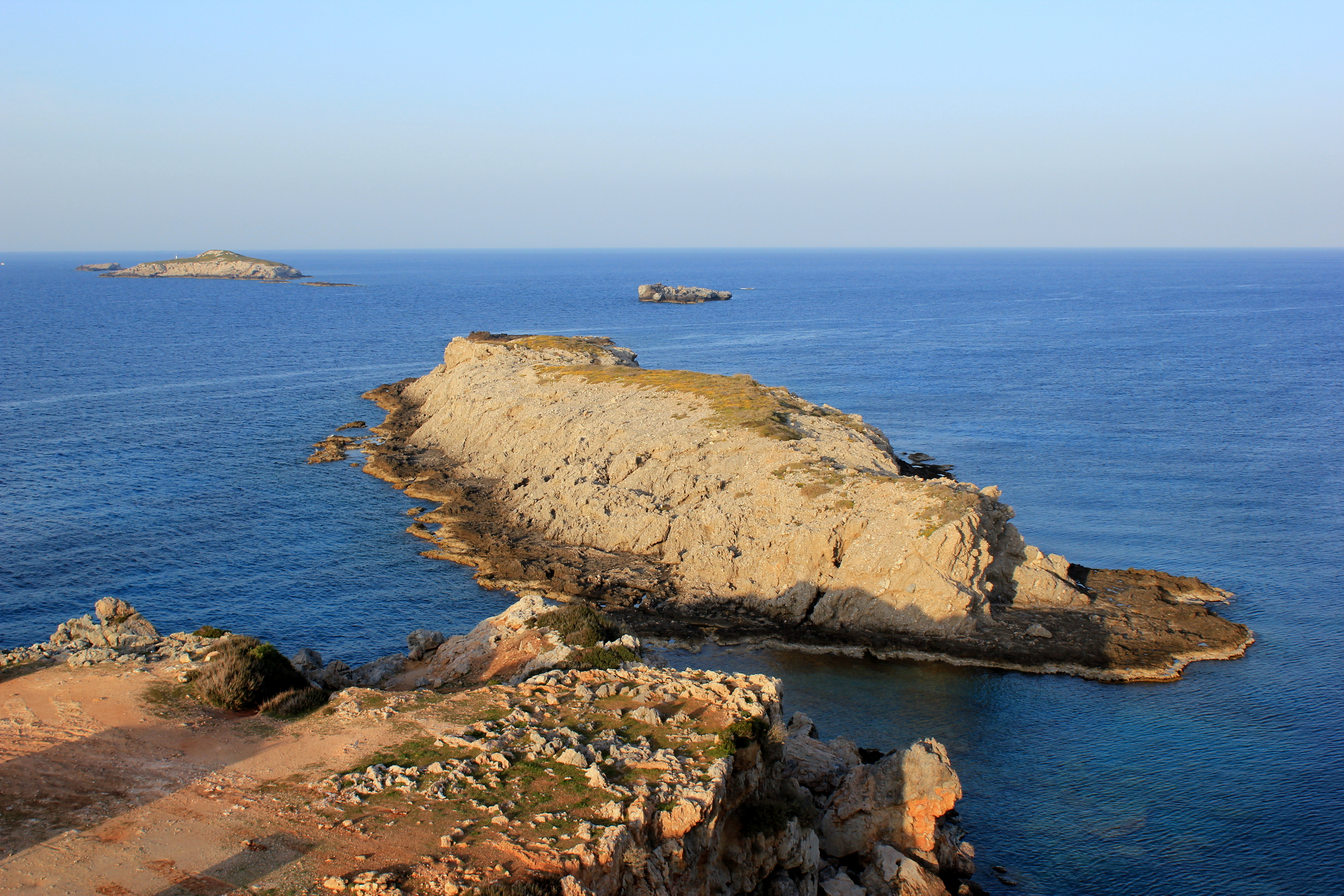
アポストロス・アンドレアス岬

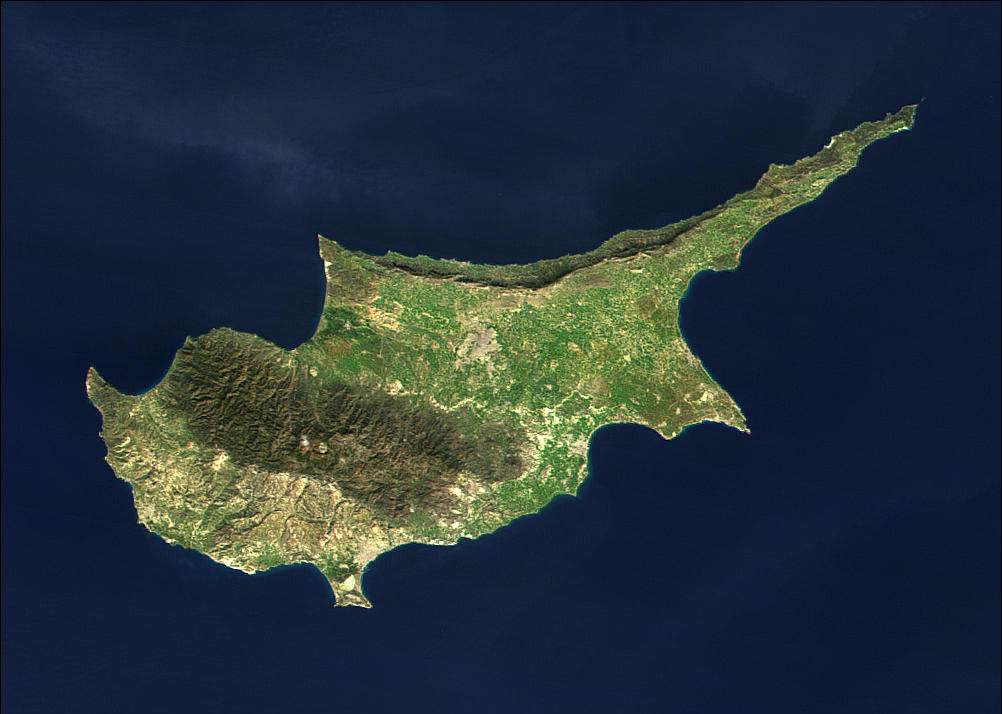
キプロス島の衛星写真。北東部、細長いカルパス半島の先端に岬がある

アポストロス・アンドレアス岬（アポストロス・アンドレアスみさき、ギリシア語: Ακρωτήριο Αποστόλου Ανδρέα）またはザフェル岬（ザフェルみさき、トルコ語: Zafer Burnu）は、キプロス島の最北東端。カルパス半島の先端部分にある。岬は現在、北キプロス・トルコ共和国支配下にある。北キプロス政府は岬をトルコ語でザフェル岬と呼んでいる。
岬から襲撃するという反乱の脅威があってから、聖アンデレが姿を現したという伝承にちなみアポストロス・アンドレアス岬と命名された。有名なアポストロス・アンドレアス修道院は岬の南にある。